# 塞維爾冰原島峰
塞維爾冰原島峰（英語：Sevier Nunatak）是南極洲的冰原島峰，位於亞歷山大一世島中部，處於里希特峰東南面，屬於沃爾頓山脈的一部分，海拔高度約1,000米，現時由南極條約體系管理。